# Ereloonsupplement
Een ereloonsupplement is in België een kost die een arts de patiënt kan aanrekenen bovenop het honorarium (ereloon).
In het ziekenhuis mogen artsen sinds 2017 enkel nog ereloonsupplementen aanrekenen als de patiënt verblijft in een eenpersoonskamer. Ereloonsupplementen in ziekenhuizen worden uitgedrukt in een percentage: bedraagt het ereloonsupplement 100%, dan komt er bovenop het wettelijke ereloon nog eens hetzelfde bedrag aan supplementen. Naast ereloonsupplementen bestaan er kamersupplementen, voor het extra comfort van bepaalde kamertypes in het ziekenhuis.
De wettelijke ziekteverzekering betaalt supplementen niet terug aan de patiënt. Sommige hospitalisatieverzekeringen komen wel tussen in deze kosten.